# Ermida dos Remédios
A Ermida de Nossa Senhora dos Remédios localiza-se na freguesia de Santa Cruz, concelho de Praia da Vitória, na ilha Terceira, nos Açores.
Trata-se de uma edificação simples cuja fundação remonta ao século XVII. Tem uma ampla janela que se abre sobre a porta larga da entrada, ladeada por duas outras janelas laterais. Tem uma saída para a Rua dos Remédios.